# Чириани, Лука
Лука Чириани (итал. Luca Ciriani, род. 26 января 1967, Порденоне) — итальянский политик, министр без портфеля по связям с парламентом (с 2022).

## Биография
Родился 26 января 1967 года в Порденоне, получил высшее филологическое образование по специальности «литература нового времени».
Начинал политическую карьеру в рядах Итальянского социального движения, после его реорганизации перешёл в Национальный альянс. В 1995 году при поддержке НА был избран в коммунальный совет Фьюме-Венето, в 1998 году стал депутатом регионального совета Фриули-Венеция-Джулия и ведал вопросами спорта в региональной администрации Роберто Антонионе. В 2008 году после очередной партийной реорганизации вступил в Народ свободы и отвечал за вопросы гражданской обороны в новой региональной администрации Ренцо Тондо, в 2013 году переизбран в региональный совет, в 2015 году перешёл в партию Братья Италии. В 2018 году избран в Сенат Италии от избирательного округа в Удине и возглавил партийную фракции в верхней палате парламента.
25 сентября 2022 года по итогам парламентских выборов вновь прошёл в Сенат, теперь от 1-го одномандатного округа региона Фриули-Венеция-Джулия в Триесте, получив 298 272 голоса (50,3 %).
22 октября 2022 года было сформировано правительство Мелони, в котором Чириани назначен министром без портфеля, получив в своё ведение связи с парламентом.